# Pounumeren
De Pounumeren, Pounujärvet, is een groep relatief kleine meren in Zweden, in de gemeente Kiruna. De Pounurivier stroomt door een van de meren en langs een andere. Het Pounumeer ligt verder naar het oosten aan dezelfde rivier.
afwatering: meer Pounumeren → Pounurivier → Torne → Botnische Golf